# Hospental
Hospental – miejscowość i gmina w Szwajcarii, w kantonie Uri. Leży nad rzekami Reuss, Furkareuss oraz Gotthardreuss.

## Demografia
W Hospentalu mieszka 181 osób. W 2021 roku 16,6% populacji gminy stanowiły osoby urodzone poza Szwajcarią. 

## Transport
Przez teren gminy przebiegają autostrada A2 oraz drogi główne nr 2 i nr 19.